# Campeonato Europeu de Patinação Artística no Gelo de 2017
O Campeonato Europeu de Patinação Artística no Gelo de 2017 foi a centésima nona edição do Campeonato Europeu de Patinação Artística no Gelo, um evento anual de patinação artística no gelo organizado pela União Internacional de Patinação (em inglês:  International Skating Union) onde os patinadores artísticos competem pelo título de campeão europeu. A competição foi disputada entre os dias 25 de janeiro e 29 de janeiro, na cidade de Ostrava, República Tcheca.

## Eventos
- Individual masculino
- Individual feminino
- Duplas
- Dança no gelo

## Medalhistas
| Evento                        | Ouro                                             | Prata                                      | Bronze                                       |
| Individual masculino detalhes | Javier Fernández · Espanha                       | Maxim Kovtun · Rússia                      | Mikhail Kolyada · Rússia                     |
| Individual feminino detalhes  | Evgenia Medvedeva · Rússia                       | Anna Pogorilaya · Rússia                   | Carolina Kostner · Itália                    |
| Duplas detalhes               | Evgenia Tarasova · Vladimir Morozov · Rússia     | Aliona Savchenko · Bruno Massot · Alemanha | Vanessa James · Morgan Ciprès · França       |
| Dança no gelo detalhes        | Gabriella Papadakis · Guillaume Cizeron · França | Anna Cappellini · Luca Lanotte · Itália    | Ekaterina Bobrova · Dmitri Soloviev · Rússia |

## Resultados

### Individual masculino
| Medalha de ouro                                       | Javier Fernández      | Espanha          | 294.84 | 104.25 (1) | 190.59 (1)  |
| Medalha de prata                                      | Maxim Kovtun          | Rússia           | 266.80 | 94.53 (2)  | 172.27 (2)  |
| Medalha de bronze                                     | Mikhail Kolyada       | Rússia           | 250.18 | 83.96 (4)  | 166.22 (3)  |
| 4                                                     | Jorik Hendrickx       | Bélgica          | 242.56 | 82.50 (5)  | 160.06 (5)  |
| 5                                                     | Oleksii Bychenko      | Israel           | 239.24 | 86.68 (3)  | 152.56 (9)  |
| 6                                                     | Moris Kvitelashvili   | Geórgia          | 238.20 | 76.85 (10) | 161.35 (4)  |
| 7                                                     | Deniss Vasiļjevs      | Letônia          | 235.20 | 79.87 (6)  | 155.33 (6)  |
| 8                                                     | Alexander Samarin     | Rússia           | 230.87 | 77.26 (9)  | 153.61 (7)  |
| 9                                                     | Chafik Besseghier     | França           | 227.59 | 76.19 (11) | 151.40 (10) |
| 10                                                    | Paul Fentz            | Alemanha         | 225.85 | 72.68 (12) | 153.17 (8)  |
| 11                                                    | Alexander Majorov     | Suécia           | 217.98 | 78.87 (7)  | 139.11 (12) |
| 12                                                    | Michal Březina        | República Tcheca | 215.52 | 78.61 (8)  | 136.91 (13) |
| 13                                                    | Ivan Righini          | Itália           | 210.15 | 69.96 (14) | 140.19 (11) |
| 14                                                    | Ivan Pavlov           | Ucrânia          | 202.87 | 68.94 (15) | 133.93 (14) |
| 15                                                    | Kévin Aymoz           | França           | 199.47 | 71.26 (13) | 128.21 (18) |
| 16                                                    | Graham Newberry       | Reino Unido      | 198.06 | 67.79 (16) | 130.27 (16) |
| 17                                                    | Stéphane Walker       | Suíça            | 196.74 | 62.86 (19) | 133.88 (15) |
| 18                                                    | Javier Raya           | Espanha          | 195.54 | 66.67 (17) | 128.87 (17) |
| 19                                                    | Maurizio Zandron      | Itália           | 186.40 | 63.79 (18) | 122.61 (19) |
| 20                                                    | Jiří Bělohradský      | República Tcheca | 181.62 | 60.99 (20) | 120.63 (21) |
| 21                                                    | Slavik Hayrapetyan    | Armênia          | 180.78 | 60.69 (21) | 120.09 (22) |
| 22                                                    | Daniel Albert Naurits | Estônia          | 176.10 | 55.14 (24) | 120.96 (20) |
| 23                                                    | Valtter Virtanen      | Finlândia        | 164.09 | 56.52 (22) | 107.57 (24) |
| 24                                                    | Sondre Oddvoll Bøe    | Noruega          | 162.85 | 55.24 (23) | 107.61 (23) |
| Não avançaram para a patinação livre / programa longo |                       |                  |        |            |             |
| 25                                                    | Igor Reznichenko      | Polônia          | 54.81  | 54.81 (25) |             |
| 26                                                    | Nicholas Vrdoljak     | Croácia          | 53.45  | 53.45 (26) |             |
| 27                                                    | Alexander Borovoj     | Hungria          | 53.02  | 53.02 (27) |             |
| 28                                                    | Thomas Kennes         | Países Baixos    | 52.95  | 52.95 (28) |             |
| 29                                                    | Anton Karpuk          | Bielorrússia     | 52.26  | 52.26 (29) |             |
| 30                                                    | Mark Gorodnitsky      | Israel           | 51.72  | 51.72 (30) |             |
| 31                                                    | Larry Loupolover      | Azerbaijão       | 51.30  | 51.30 (31) |             |
| 32                                                    | Engin Ali Artan       | Turquia          | 50.38  | 50.38 (32) |             |
| 33                                                    | Daniel Samohin        | Israel           | 50.33  | 50.33 (33) |             |
| 34                                                    | Michael Neuman        | Eslováquia       | 47.67  | 47.67 (34) |             |
| 35                                                    | Nicky Obreykov        | Bulgária         | 44.83  | 44.83 (35) |             |
| 36                                                    | Mario-Rafael Ionian   | Áustria          | 42.62  | 42.62 (36) |             |

### Individual feminino
| Medalha de ouro                                       | Evgenia Medvedeva         | Rússia           | 229.71 | 78.92 (1)  | 150.79 (1)  |
| Medalha de prata                                      | Anna Pogorilaya           | Rússia           | 211.39 | 74.39 (2)  | 137.00 (3)  |
| Medalha de bronze                                     | Carolina Kostner          | Itália           | 210.52 | 72.40 (3)  | 138.12 (2)  |
| 4                                                     | Maria Sotskova            | Rússia           | 192.52 | 72.17 (4)  | 120.35 (5)  |
| 5                                                     | Laurine Lecavelier        | França           | 188.10 | 63.81 (5)  | 124.29 (4)  |
| 6                                                     | Nicole Rajičová           | Eslováquia       | 179.70 | 60.98 (7)  | 118.72 (6)  |
| 7                                                     | Loena Hendrickx           | Bélgica          | 172.71 | 55.41 (11) | 117.30 (7)  |
| 8                                                     | Ivett Tóth                | Hungria          | 172.65 | 61.49 (6)  | 111.16 (8)  |
| 9                                                     | Roberta Rodeghiero        | Itália           | 161.00 | 57.77 (8)  | 103.23 (12) |
| 10                                                    | Nicole Schott             | Alemanha         | 160.63 | 56.88 (9)  | 103.75 (10) |
| 11                                                    | Emmi Peltonen             | Finlândia        | 160.57 | 53.52 (14) | 107.05 (9)  |
| 12                                                    | Anastasia Galustyan       | Armênia          | 155.14 | 56.40 (10) | 98.74 (14)  |
| 13                                                    | Matilda Algotsson         | Suécia           | 154.63 | 51.35 (18) | 103.28 (11) |
| 14                                                    | Joshi Helgesson           | Suécia           | 152.86 | 53.93 (13) | 98.93 (13)  |
| 15                                                    | Helery Hälvin             | Estônia          | 146.68 | 51.72 (16) | 94.96 (15)  |
| 16                                                    | Maé-Bérénice Méité        | França           | 145.07 | 54.96 (12) | 90.11 (19)  |
| 17                                                    | Nathalie Weinzierl        | Alemanha         | 143.40 | 48.70 (22) | 94.70 (17)  |
| 18                                                    | Natasha Mckay             | Reino Unido      | 140.85 | 45.97 (24) | 94.88 (16)  |
| 19                                                    | Angelīna Kučvaļska        | Letônia          | 139.63 | 49.05 (20) | 90.58 (18)  |
| 20                                                    | Michaela Lucie Hanzlíková | República Tcheca | 138.23 | 52.39 (15) | 85.84 (21)  |
| 21                                                    | Anna Khnychenkova         | Ucrânia          | 136.57 | 48.93 (21) | 87.64 (20)  |
| 22                                                    | Kerstin Frank             | Áustria          | 132.08 | 51.47 (17) | 80.61 (24)  |
| 23                                                    | Viveca Lindfors           | Finlândia        | 130.10 | 49.48 (19) | 80.62 (22)  |
| 24                                                    | Anne Line Gjersem         | Noruega          | 128.68 | 48.06 (23) | 80.62 (23)  |
| Não avançaram para a patinação livre / programa longo |                           |                  |        |            |             |
| 25                                                    | Julia Sauter              | Romênia          | 45.59  | 45.59 (25) |             |
| 26                                                    | Daša Grm                  | Eslovênia        | 43.48  | 43.48 (26) |             |
| 27                                                    | Yasmine Kimiko Yamada     | Suíça            | 42.33  | 42.33 (27) |             |
| 28                                                    | Elžbieta Kropa            | Lituânia         | 41.52  | 41.52 (28) |             |
| 29                                                    | Antonina Dubinina         | Sérvia           | 41.05  | 41.05 (29) |             |
| 30                                                    | Colette Coco Kaminski     | Polônia          | 39.83  | 39.83 (30) |             |
| 31                                                    | Aimee Buchanan            | Israel           | 38.49  | 38.49 (31) |             |
| 32                                                    | Birce Atabey              | Turquia          | 35.59  | 35.59 (32) |             |
| 33                                                    | Valentina Matos           | Espanha          | 34.79  | 34.79 (33) |             |
| 34                                                    | Hristina Vassileva        | Bulgária         | 24.55  | 24.55 (34) |             |

### Duplas
| Medalha de ouro                                       | Evgenia Tarasova / Vladimir Morozov       | Rússia           | 227.58 | 80.82 (1)  | 146.76 (2) |
| Medalha de prata                                      | Aliona Savchenko / Bruno Massot           | Alemanha         | 222.35 | 73.76 (3)  | 148.59 (1) |
| Medalha de bronze                                     | Vanessa James / Morgan Ciprès             | França           | 220.02 | 74.18 (2)  | 145.84 (3) |
| 4                                                     | Ksenia Stolbova / Fedor Klimov            | Rússia           | 216.51 | 73.70 (4)  | 142.81 (4) |
| 5                                                     | Natalia Zabiiako / Alexander Enbert       | Rússia           | 200.75 | 72.38 (5)  | 128.37 (5) |
| 6                                                     | Valentina Marchei / Ondřej Hotárek        | Itália           | 191.93 | 66.53 (6)  | 125.40 (6) |
| 7                                                     | Anna Dušková / Martin Bidař               | República Tcheca | 189.09 | 65.90 (7)  | 123.19 (7) |
| 8                                                     | Nicole Della Monica / Matteo Guarise      | Itália           | 180.99 | 63.97 (8)  | 117.02 (8) |
| 9                                                     | Miriam Ziegler / Severin Kiefer           | Áustria          | 165.63 | 57.14 (9)  | 108.49 (9) |
| 10                                                    | Tatiana Danilova / Mikalai Kamianchuk     | Bielorrússia     | 151.55 | 53.27 (10) | 98.28 (10) |
| 11                                                    | Rebecca Ghilardi / Filippo Ambrosini      | Itália           | 148.48 | 50.71 (14) | 97.77 (11) |
| 12                                                    | Minerva Fabienne Hase / Nolan Seegert     | Alemanha         | 147.40 | 51.27 (13) | 96.13 (12) |
| 13                                                    | Lola Esbrat / Andrei Novoselov            | França           | 145.72 | 52.51 (11) | 93.21 (13) |
| 14                                                    | Zoe Jones / Christopher Boyadji           | Reino Unido      | 143.42 | 52.32 (12) | 91.10 (14) |
| 15                                                    | Lana Petranović / Antonio Souza-Kordeiru  | Croácia          | 140.09 | 49.25 (15) | 90.84 (15) |
| 16                                                    | Arina Cherniavskaia / Evgeni Krasnopolski | Israel           | 133.32 | 47.92 (16) | 85.40 (16) |
| Não avançaram para a patinação livre / programa longo |                                           |                  |        |            |            |
| 17                                                    | Ioulia Chtchetinina / Noah Scherer        | Suíça            | 47.52  | 47.52 (17) |            |
| 18                                                    | Goda Butkutė / Nikita Ermolaev            | Lituânia         | 44.79  | 44.79 (18) |            |

### Dança no gelo
| Medalha de ouro                  | Gabriella Papadakis / Guillaume Cizeron      | França           | 189.67 | 75.48 (3)  | 114.19 (1) |
| Medalha de prata                 | Anna Cappellini / Luca Lanotte               | Itália           | 186.64 | 75.65 (2)  | 110.99 (2) |
| Medalha de bronze                | Ekaterina Bobrova / Dmitri Soloviev          | Rússia           | 186.56 | 76.18 (1)  | 110.38 (3) |
| 4                                | Isabella Tobias / Ilia Tkachenko             | Israel           | 169.29 | 69.35 (5)  | 99.94 (4)  |
| 5                                | Alexandra Stepanova / Ivan Bukin             | Rússia           | 166.93 | 68.17 (6)  | 98.76 (5)  |
| 6                                | Charlène Guignard / Marco Fabbri             | Itália           | 163.68 | 70.46 (4)  | 93.22 (7)  |
| 7                                | Laurence Fournier Beaudry / Nikolaj Sørensen | Dinamarca        | 160.68 | 66.02 (7)  | 94.66 (6)  |
| 8                                | Natalia Kaliszek / Maksym Spodyriev          | Polônia          | 156.02 | 63.35 (10) | 92.67 (8)  |
| 9                                | Oleksandra Nazarova / Maksym Nikitin         | Ucrânia          | 154.65 | 63.36 (9)  | 91.29 (10) |
| 10                               | Victoria Sinitsina / Nikita Katsalapov       | Rússia           | 154.51 | 64.67 (8)  | 89.84 (12) |
| 11                               | Alisa Agafonova / Alper Uçar                 | Turquia          | 153.68 | 62.33 (11) | 91.35 (9)  |
| 12                               | Marie-Jade Lauriault / Romain Le Gac         | França           | 152.40 | 61.48 (12) | 90.92 (11) |
| 13                               | Sara Hurtado / Kirill Khaliavin              | Espanha          | 141.36 | 56.52 (13) | 84.84 (15) |
| 14                               | Kavita Lorenz / Joti Polizoakis              | Alemanha         | 141.32 | 54.63 (15) | 86.69 (13) |
| 15                               | Lilah Fear / Lewis Gibson                    | Reino Unido      | 136.99 | 50.75 (19) | 86.24 (14) |
| 16                               | Lucie Myslivečková / Lukáš Csölley           | Eslováquia       | 136.64 | 52.84 (17) | 83.80 (16) |
| 17                               | Cecilia Törn / Jussiville Partanen           | Finlândia        | 131.11 | 54.99 (14) | 76.12 (18) |
| 18                               | Taylor Tran / Saulius Ambrulevičius          | Lituânia         | 129.95 | 49.87 (20) | 80.08 (17) |
| 19                               | Tina Garabedian / Simon Proulx-Sénécal       | Armênia          | 128.05 | 53.00 (16) | 75.05 (19) |
| 20                               | Viktoria Kavaliova / Yurii Bieliaiev         | Bielorrússia     | 125.42 | 52.39 (18) | 73.03 (20) |
| Não avançaram para a dança livre |                                              |                  |        |            |            |
| 21                               | Robynne Tweedale / Joseph Buckland           | Reino Unido      | 49.55  | 49.55 (21) |            |
| 22                               | Jasmine Tessari / Francesco Fioretti         | Itália           | 49.44  | 49.44 (22) |            |
| 23                               | Olga Jakushina / Andrey Nevskiy              | Letônia          | 49.14  | 49.14 (23) |            |
| 24                               | Varvara Ogloblina / Mikhail Zhirnov          | Azerbaijão       | 48.45  | 48.45 (24) |            |
| 25                               | Victoria Manni / Carlo Röthlisberger         | Suíça            | 47.19  | 47.19 (25) |            |
| 26                               | Nicole Kuzmichová / Alexandr Sinicyn         | República Tcheca | 47.16  | 47.16 (26) |            |
| 27                               | Tatiana Kozmava / Alexei Shumski             | Geórgia          | 43.80  | 43.80 (27) |            |
| 28                               | Hanna Jakucs / Dániel Illés                  | Hungria          | 43.50  | 43.50 (28) |            |
| 29                               | Katerina Bunina / Germand Frolov             | Estônia          | 39.47  | 39.47 (29) |            |
| 30                               | Adel Tankova / Ronald Zilberberg             | Israel           | 38.49  | 38.49 (30) |            |

## Quadro de medalhas
| Ordem | País     | Medalha de ouro | Medalha de prata | Medalha de bronze |    | Ordem por total |
| ----- | -------- | --------------- | ---------------- | ----------------- | -- | --------------- |
| 1     | Rússia   | 2               | 2                | 2                 | 6  | 1               |
| 2     | França   | 1               |                  | 1                 | 2  | 2               |
| 3     | Espanha  | 1               |                  |                   | 1  | 4               |
| 4     | Itália   |                 | 1                | 1                 | 2  | 2               |
| 5     | Alemanha |                 | 1                |                   | 1  | 4               |
| TOTAL | TOTAL    | 4               | 4                | 4                 | 12 | —               |